# Клітоцибе сірий
Клітоцибе сірий, грузлик сірий (Clitocybe nebularis) — вид грибів роду клітоцибе (Clitocybe).

## Будова
Діаметр шапинки у цього гриба досягає 10 см, вона випукла, у центрі з тупим горбиком, її край у молодих грибочків наче до низу красиво загорнутий, а в дорослих тріснутий. У клітоцибе сірого ніжка завдовжки до 12 см, завширшки до 4 см, білого кольору, дещо вигнута, до основи наче розширена.
Розрізавши ножем її, у молодих плодових тіл ніжка заповнена щільною білою м'якоттю, а в дорослих порожниста.

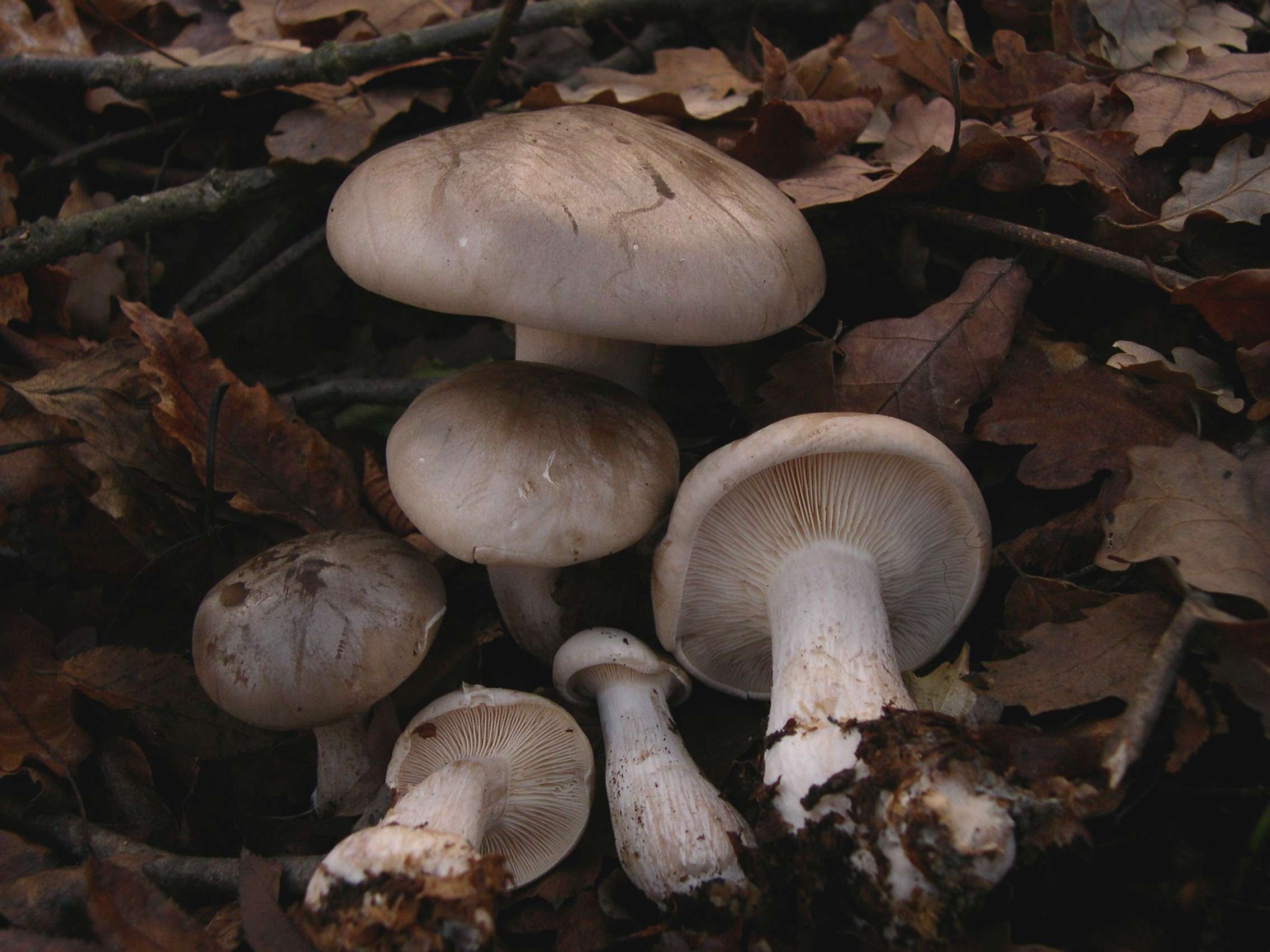
Плодові тіла грузлика сірого

## Життєвий цикл
Плодові тіла клітоцибе сірого з'являються в липні, сезон тихого полювання продовжується аж до початку листопада. Грибники, як правило, найбільше цих грибів збирають у серпні–вересні, коли йдуть рясні і теплі дощі.

## Практичне використання
Клітоцибе сірий — їстівний гриб, який належить до четвертої категорії, вживають його свіжим, соленим і маринованим. Проте автори не радять вживати його через схожість з отруйними видами.

### Схожість
Шапковий гриб клітоцибе сірий дуже зовні подібний до отруйного гриба — клітоцибе білуватий. Росте цей смертельно отруйний гриб в лісах серед опалого листя та хвої, плодові тіла утворює з серпня і до кінця листопада. Шапинка в діаметрі досягає — 5 см, вона біла, у молодих плодових тіл форма — випукла, а в дорослих — злегка увігнуто–розпростерта. Ніжка завдовжки до 5 см, завширшки — до 0,8 см. М'якоть у цього гриба біла, без особливого запаху.